# 아멜리아 킨케이드
아멜리아 킨케이드(Amelia Kinkade, 1963년 12월 31일 ~ )는 미국의 배우, 텔레비전 배우, 영화배우이다.
포트워스에서 태어났다.

## 영화
- 나이트 오브 데몬스 3 (1997년)
- 나이트 오브 데몬스 2 (1994년)
- 나이트 오브 데몬스 (1988년)
- 미라클 인간 (1985년)
- 더 영 앤 더 레스트리스 (1973년)